# Sanción (norma)
Se llama sanción al acto formal por el cual una autoridad pública aprueba una norma jurídica estatal, o ley en sentido amplio. La sanción se distingue de otros actos que integran el proceso de elaboración de las normas jurídicas estatales, como la refrendación, la ratificación y la promulgación y publicación.
En España, por ejemplo, el rey sanciona las leyes aprobadas por las Cortes Generales. Y por extensión, además, se denomina sanción a la aprobación o autorización de cualquier acto jurídico. Por ejemplo, en Argentina, la sanción es el acto formal mediante el cual el Congreso da fuerza de ley a una norma. 
En Chile, el presidente de la República a través de la sanción, da su conformidad al proyecto de ley, presentado por las respectivas Cámaras de Senadores y Diputados, para dicho acto, el presidente cuenta con una herramienta denominada veto, con la cual podrá vetar el proyecto de ley.
En Colombia, la Corte Constitucional se ha pronunciado en varias ocasiones para establecer que la sanción de un proyecto de ley “(…) es el acto mediante el cual el Gobierno lo aprueba, y da fe de su existencia y autenticidad. Este acto constituye un requisito esencial que pone fin al proceso formativo de la ley, tal como lo prescribe el artículo 157 numeral 4 de la Constitución (...)”.